# Fernando Castelão
Fernando Castelão Pereira (Garanhuns, 11 de junho de 1924 — Recife, 28 de agosto de 2005) foi um locutor, locutor noticiarista, narrador esportivo, produtor, radioator e publicitário brasileiro.
Fernando Castelão foi um marco na televisão pernambucana. Seu programa Você Faz o Show, apresentado ao vivo nas noites dos domingos, pela TV Jornal do Commercio nos anos '60 e '70, atingia quase a totalidade de televisores ligados.

## História
Fernando Castelão migrou de Garanhuns para o Recife para concluir o curso secundário e estudar medicina, que deixou inacabado para exercer a profissão de radialista.
Em 1941, ingressou na Rádio Clube de Pernambuco, tornando-se o maior apresentador de auditório do Nordeste.
Na televisão, lançou Você faz o show, que se tornou quase unanimidade em Pernambuco, promovendo a vida cultural, social e política do Recife, e por onde muitos nomes da música e da dramaturgia brasileira passaram ou iniciaram suas carreiras.
Com o início de transmissão de programas do Sudeste, os programas de auditório de televisão foram se encerrando. Fernando Castelão continuou no ramo, como publicitário e produtor, e continuou a exercer a animação de programas, agora fora da televisão, em teatros e restaurantes.

## Programas que comandou
- Esporte em Revista

na Rádio Jornal do Commercio, juntamente com Brivaldo Franklin
- Variedades Fernando Castelão

inicialmente na Rádio Clube de Pernambuco, depois na Rádio Tamandaré e na Rádio Jornal do Commercio;
- Você faz o show

na TV Jornal do Commercio

## Outras atividades
Além das funções exercidas no rádio e na televisão, Fernando Castelão também
- escreveu livros:
  - Todos Contam a Sua História - Rádio - Teatro - Televisão
  - Deixa que eu conto;
- compôs frevos-canção.[7]